# 婆罗扁平蟹
婆罗扁平蟹（学名：Utica borneensis）为方蟹科扁平蟹属的动物。分布于日本、加里曼丹、新加坡、台湾岛等地，生活环境为海水，多生活于河口处的泥滩上。
其种加词“borneensis”意为“婆罗洲的”。